# Anne Marie de Bade-Durlach
Anne Marie de Bade-Durlach, en allemand : Anna Maria von Baden-Durlach (29 mai 1617 – 17 octobre 1672)  est une poétesse et peintre allemande, fille du margrave Georges-Frédéric de Bade-Durlach.

## Biographie
Anna Maria von Baden-Durlach est la fille du margrave Georges-Frédéric de Bade-Durlach, issue de son deuxième mariage avec Agathe d'Erbach. Après la mort prématurée de sa mère (1621), elle grandit sous la garde de son « fidèle Starschedelin », un des membres de la famille noble Starschedel (de), au Château du Margrave sur l'Ill à Strasbourg. Comme sa sœur cadette Elisabeth, elle reçoit une éducation soignée, même si à l'époque la guerre de Trente Ans s'intensifie et sème le chaos. Elle montre un talent poétique et artistique et commence très tôt à écrire et peindre.
Selon l'archiviste Karl Obser (1935), sa poésie est influencée par la « Société sincère des sapins » de Strasbourg. Elle rédige des poèmes et des dictons : « Ils sont exempts de larmes baroques et expriment d'une manière agréable leur sagesse instructive et leur signification simple et religieuse. L'élément poétique est réduit, mais la vision de la vie donnée par Dieu trouve et donne une consolation » ; « Quelques exemples de titres peuvent illustrer leur finalité morale et leur expérience de vie : La colère est un mal de tous les maux. Un ami fidèle est un grand trésor, éloge de l'humilité, pensée d'éternité, La beauté passe, la vertu persiste. ».
Anna Maria de Baden-Durlach a également écrit un poème plus long sur le roi suédois Gustave II Adolphe (1647), une belle bukolika sur le Président Selmmitzen à Berghausen. Elle a également traduit des poèmes de l'italien et du français, et écrit occasionnellement des poèmes sur les noms des jours. Son œuvre littéraire n'a pas été publiée de son vivant,.
Parmi ses œuvres figurent des dessins à la sanguine, à l'encre de Chine et à la plume, des portraits et des calques du modèle hollandais, des expositions d'animaux et de fleurs. Elle excelle particulièrement dans l'art du découpage. Son travail est généralement offert à des membres de la famille ou à des amis.
Elle était étroitement associée à sa sœur cadette Elisabeth, également active sur le plan artistique, mais moins douée. Elle entretient aussi des contacts avec de nombreux artistes. Après avoir passé sa jeunesse à Strasbourg, elle vit alternativement aux cours margraviales de Bâle et de Strasbourg. Elle reste célibataire. Bien qu'elle soit décédée à Bâle, elle est enterrée à Pforzheim le 1er novembre 1672.